# Krzywiń (gmina)
Pour les articles homonymes, voir Krzywin.
Krzywiń est une gmina mixte du powiat de Kościan, Grande-Pologne, dans le centre-ouest de la Pologne. Son siège est la ville de Krzywiń, qui se situe environ 18 km au sud-est de Kościan et 49 km au sud de la capitale régionale Poznań.
La gmina couvre une superficie de 179,16 km2 pour une population de 10 069 habitants en 2011.

## Géographie

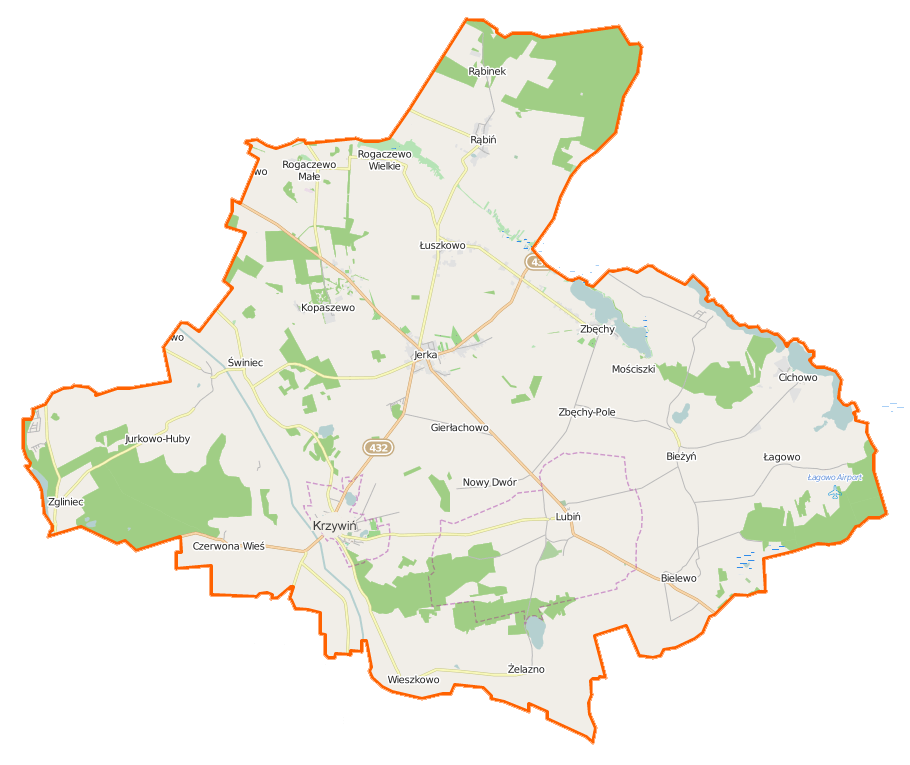
Plan de la gmina.

Outre la ville de Krzywiń, la gmina inclut les villages de:
- Bielewo
- Bieżyń
- Cichowo
- Czerwona Wieś
- Gierłachowo
- Jerka
- Jurkowo
- Kopaszewo
- Lubiń
- Łagowo
- Łuszkowo
- Mościszki
- Nowy Dwór
- Rąbiń
- Rogaczewo Małe
- Rogaczewo Wielkie
- Świniec
- Teklimyśl
- Wieszkowo
- Wymysłowo
- Zbęchy
- Zbęchy-Pole
- Zgliniec
- Żelazno

### Gminy voisines
La gmina de Krzywiń est bordée des gminy de :
- Czempiń
- Dolsk
- Gostyń
- Kościan
- Krzemieniewo
- Osieczna
- Śmigiel
- Śrem

## Structure du terrain
D'après les données de 2002 la superficie de la commune de Krzywiń est de 179,16 km², répartis comme tel :
- terres agricoles : 74 %
- forêts : 16 %

La commune représente 24,8 % de la superficie du powiat.

## Démographie
Données du 31 décembre 2009 :
| Description        | Total  | Total | Femmes | Femmes | Hommes | Hommes |
| ------------------ | ------ | ----- | ------ | ------ | ------ | ------ |
| Unité              | Nombre | %     | Nombre | %      | Nombre | %      |
| population         | 9 974  | 100   | 5 039  | 50,5   | 4 935  | 49,5   |
| Densité (hab./km²) | 56     | 56    | 28,2   | 28,2   | 27,8   | 27,8   |